# Empoasca panisca
Empoasca panisca är en insektsart som beskrevs av Ross och Moore 1957. Empoasca panisca ingår i släktet Empoasca och familjen dvärgstritar. Inga underarter finns listade i Catalogue of Life.